# David Selbourne
David Maurice Selbourne (* 4. Juni 1937 in London) ist ein britischer Schriftsteller, Journalist, Publizist, und ehemaliger Bühnenautor. Er publiziert zu politischen, historischen (vor allem ideengeschichtlichen) und philosophischen Themen. Seit Ende der 1980er Jahre lebt er in Italien.

## Leben
David Selbourne ist der Sohn des Arztes Hugh Selbourne und Sulamith, geb. Amiel. Zusammen mit zwei jüngeren Schwestern wuchs er in Dukinfield auf, einer Stadt in Tameside, wo sein Vater vor allem Patienten der in Armut lebenden Arbeiterklasse behandelte. Hugh Selbourne, als Nachkomme eines Schneidergehilfen selbst aus ärmlichen Verhältnissen stammend, war ein dominanter, unnachgiebiger Mann und zerstritt sich mit seinem Sohn. Später porträtierte ihn David Selbourne mehrfach, sowohl in seinem Bühnenstück The Two-Backed Beast (1969) als auch in seinem Buch A Doctor's Life: The Diaries of Hugh Selbourne (1989).
David Selbourne besuchte die Manchester Grammar School und studierte danach Rechtswissenschaften am Balliol College der University of Oxford, wo er 1958 einen Bachelor-Abschluss  (Honours) erlangte. Im Jahr darauf wurde er als Anwalt zugelassen und war Mitglied der Londoner Anwaltskammer Inner Temple. Er übte diesen Beruf letztlich aber nicht aus, sondern arbeitete als freischaffender Journalist und Autor zu politischen und historischen Themen. Er schrieb unter anderem für The Times, Sunday Times, Sunday Telegraph und Daily Telegraph. Von 1963 bis 1965 lehrte er als Lecturer an der Aston University. Im Anschluss war er zwanzig Jahre als Tutor für Politik am Ruskin College tätig. Zu dieser Zeit entwickelte er sozialistische Ansichten, trat jedoch keiner Partei bei.
1975 bereiste Selbourne China während der Kulturrevolution. Im gleichen Jahr kam er gemäß einer Vereinbarung zwischen der britischen und indischen Regierung auch erstmals nach Indien. Zurückgekehrt berichtete er in einer Reihe von Artikeln in The Guardian und einem 1977 veröffentlichten Buch kritisch über den dort ausgerufenen Ausnahmezustand. Danach besuchte Selbourne weiterhin regelmäßig Indien aus akademischem Interesse.
1986 verließ Selbourne das gewerkschaftsnahe Ruskin College im Streit, nachdem er einen kritischen Bericht über Korruption in der Politik Liverpools in der Times veröffentlicht hatte, die von den Gewerkschaften zu dieser Zeit bestreikt wurde.
David Selbourne ist seit 1963 mit der Lehrerin Hazel Savage verheiratet. Aus der Ehe gingen eine Tochter hervor und sein Sohn Raphael Selbourne, der ebenfalls Schriftsteller ist.
Mit seiner Frau verließ er später Oxford und zog in die Nähe von Urbino, Italien.

## Werk
David Selbourne schrieb zunächst eine Reihe von Bühnenstücken, die an verschiedenen Theatern gespielt wurden. Er debütierte mit The Play of William Cooper and Edmund Dew-Nevett, das von einem naiven Mann handelt, der gerne Künstler wäre und das Glück sucht, stattdessen aber auf Korruption stößt. Es wurde am 25. Januar 1968 am Northcott Theatre in Exeter unter der Regie von Robin Phillips uraufgeführt. Die britische Zeitschrift The Stage bezeichnete die Aufführung als „real triumph“. Wie auch einige von Selbournes späteren Stücken erschien es anschließend im Londoner Verlag Methuen.
Das Stück Dorabella (Premiere 1969 am Traverse Theatre) porträtiert eine alte Jungfer, die sich in den Freund ihrer Friseurin verliebt. In dem Einakter Samson, der 1971 am Londoner Soho Theatre aufgeführt wurde, wird in zwölf kurzen Szenen dargestellt, wie ein Junge versucht, sich von seinem Vater zu distanzieren. John Russell Brown, Professor emeritus für Theater und Drama, bezeichnete Selbournes Bühnenstücke als „intellectual plays“, die auf genauen Kenntnissen über Zusammenhänge beruhten, andererseits aber mit „sensual awareness“ umgesetzt seien und so ein hohes Maß an Konfrontation auf die Bühne brächten.
Neben Theaterstücken schrieb Selbourne auch mehrere Sachbücher. Im Anschluss an seine Reisen nach China und Indien veröffentlichte er Betrachtungen zu der dortigen Situation in An Eye to China (1975) bzw. An Eye to India: The Unmasking of a Tyranny (1977). Laut India Today war An Eye to India die bisher umfangreichste Kritik an dem Ausnahmezustand in Indien 1975–1977. An Eye to China wurde dagegen in der dort erscheinenden Buchrezension als das Werk eines zu unkritischen Mao-Anhängers eingestuft.
Selbourne, der 1970 als Beobachter an den Proben zu der Aufführung von Ein Sommernachtstraum unter der Regie von Peter Brook am Royal Shakespeare Theatre teilgenommen hatte, schildert diese Erfahrung in dem 1982 erschienenen Buch The Making of a Midsummer Night's Dream. Darin versucht er weniger, den Probenprozess zu rekonstruieren und die damit verbundenen künstlerischen Praktiken zu analysieren, sondern konzentriert sich auf seine Eindrücke als Außenstehender.
Auf ein breites Echo in der britischen Öffentlichkeit und den Medien traf Selbournes philosophische Abhandlung The Principle of Duty (1993). Darin thematisiert er die Pflichten der Bürger gegenüber der Gesellschaft, in der sie leben (als auch umgekehrt) und empfiehlt, sich darauf zu besinnen, anstatt nur seine Rechte einzufordern. Das Buch wurde überwiegend wohlwollend rezipiert, die Times widmete ihm drei Leitartikel und veröffentlichte Ausschnitte daraus. Es gab aber auch kritische Reaktionen, so bezeichnete The Independent es als „dull stuff“ (dt. „langweiliges Zeug“). Mehrfach wurde festgestellt, dass der Zeitpunkt der Veröffentlichung gut gewählt sei, da es auf ein Bedürfnis nach politischen und gesellschaftlichen Reformen treffe.
1997 publizierte er ein angebliches Reisetagebuch eines jüdischen Kaufmanns auf der Seidenstraße aus dem 13. Jahrhundert, Jacob of Ancona: The City of Light. The hidden Journal of the Man who entered China four years before Marco Polo. Seine abstruse Behauptung über die Herkunft der Quelle wird durchgehend für einen Marketingtrick und eine Veralberung des Publikums gehalten. Bei einer der Zeitungen, für die er bisweilen zur aktuellen Innenpolitik des Landes schreibt, dem britischen „Daily Telegraph“, gibt es allerdings einen Top-Kommentator namens „Matthew d'Ancona“.
Mit dem Buch The Losing Battle with Islam (2005) erregte Selbourne Aufsehen. Darin kommentiert er die Entwicklung des Islams von 1947 bis in die Gegenwart, mit Schwerpunkt auf den 1990er Jahren. Das Buch ist islamkritisch und behandelt unter anderem die Fatwa gegen Salman Rushdie. Laut Selbourne hatte er im Gegensatz zu seinen früheren Werken Probleme, einen Verleger zu finden, da viele es als zu kritisch ablehnten.

### Bühnenstücke
- The Play of William Cooper and Edmund Dew-Nevett, 1968
- The Two-Backed Beast, 1969
- Dorabella, 1970
- Samson, 1971
- Alison Mary Fagan, 1971
- The Damned, 1971
- Class Play, 1973
- Three Class Plays, 1973
- What's Acting? and Think of a Story, Quickly!, 1977
- A Woman's Trial, 1982

### Weitere Publikationen (Auswahl)
- An Eye to China. Black Liberator Press, London 1975, ISBN 0-905050-00-2.
- An Eye to India: The Unmasking of a Tyranny. Penguin, New York 1977, ISBN 0-14-022026-7.
- Through the Indian Looking-Glass: Selected Articles on India 1976–1980. Zed Press, London 1982, ISBN 0-86232-091-7.
- The Making of a Midsummer Night's Dream: an Eye-Witness Account of Peter Brook's Production from First Rehearsal to First Night. Methuen, London 1982, ISBN 0-413-53230-5.
- Against Socialist Illusion: A Radical Argument. Macmillan, London 1984, ISBN 0-333-37094-5.
- Left Behind: Journeys into British Politics. Jonathan Cape, London 1987, ISBN 0-224-02370-5.
- A Doctor's Life: The Diaries of Hugh Selbourne M.D., 1960–63. Jonathan Cape, London 1989, ISBN 0-224-02369-1.
- Death of the Dark Hero: Eastern Europe, 1987–90. Jonathan Cape, London 1990, ISBN 0-224-02792-1.
- The Spirit of the Age. Sinclair-Stevenson, London 1993, ISBN 1-85619-204-0.
- The Principle of Duty: an Essay on the Foundations of the Civic Order. Sinclair-Stevenson, London 1993, ISBN 1-85619-474-4.
- The City of Light. Little, Brown, London 1997, ISBN 0-316-63968-0.
  - Stadt des Lichts: ein mittelalterlicher Händler berichtet von seiner Reise nach China (1270–1273). Aus dem Englischen von Peter A. Schmidt. Lübbe, Bergisch Gladbach 1998, ISBN 3-7857-0942-0.
- The Losing Battle with Islam. Prometheus Books, Amherst 2005, ISBN 1-59102-362-9.
- Free Society in Crisis: A History of Our Times. Prometheus Books, Amherst 2019, ISBN 978-1-63388-530-1.

## Stipendien und Auszeichnungen
- 1975: Aneurin Bevan Memorial Fellowship
- 1979: Southern Arts Association Award
- 1979: Indian Council of Social Science Research Award
- 1980: Social Science Research Council Award
- 1986: Periodical Publishers Association Award